# Somersworth
Somersworth és una població dels Estats Units a l'estat de Nou Hampshire. Segons el cens del 2007 tenia 11.860 habitants.

## Demografia
Segons el cens del 2000, Somersworth tenia 11.477 habitants, 4.687 habitatges, i 3.079 famílies. La densitat de població era de 453,1 habitants per km².
Dels 4.687 habitatges en un 33,7% hi vivien nens de menys de 18 anys, en un 47,5% hi vivien parelles casades, en un 13,8% dones solteres, i en un 34,3% no eren unitats familiars. En el 26,9% dels habitatges hi vivien persones soles el 9,5% de les quals corresponia a persones de 65 anys o més que vivien soles. El nombre mitjà de persones vivint en cada habitatge era de 2,44 i el nombre mitjà de persones que vivien en cada família era de 2,95.
Per edats la població es repartia de la següent manera: un 26,3% tenia menys de 18 anys, un 8,1% entre 18 i 24, un 33,1% entre 25 i 44, un 20,6% de 45 a 60 i un 12% 65 anys o més.
L'edat mediana era de 35 anys. Per cada 100 dones de 18 o més anys hi havia 89,4 homes.
La renda mediana per habitatge era de 42.739$ i la renda mediana per família de 47.933$. Els homes tenien una renda mediana de 36.585$ mentre que les dones 25.804$. La renda per capita de la població era de 19.592$. Entorn del 6,3% de les famílies i el 8,8% de la població estaven per davall del llindar de pobresa.

## Poblacions més properes
El següent diagrama mostra les poblacions més properes.